# Amphoe Kut Khaopun
Amphoe Kut Khaopun (Thai: อำเภอ กุดข้าวปุ้น) ist ein Landkreis (Amphoe – Verwaltungs-Distrikt) im Norden der Provinz Ubon Ratchathani. Die Provinz Ubon Ratchathani liegt in der Nordostregion Thailands, dem so genannten Isan.

## Geographie
Benachbarte Landkreise (von Nordosten im Uhrzeigersinn): die Amphoe Khemarat, Pho Sai und Trakan Phuet Phon der Provinz Ubon Ratchathani, sowie Amphoe Pathum Ratchawongsa der Provinz Amnat Charoen.

## Geschichte
Der „Zweigkreis“ (King Amphoe) Kut Khaopun wurde am 12. Juli 1971 aus den vier Tambon Khaopun, Ka Bin, Kaeng Kheng und Non Sawang gebildet, die vom Landkreis Trakan Phuet Phon abgetrennt wurden.
Am 25. März 1979 bekam er den vollen Amphoe-Status.

## Verwaltungseinheiten
Provinzverwaltung
Der Landkreis Kut Khaopun ist in fünf Tambon („Unterbezirke“ oder „Gemeinden“) eingeteilt, die sich weiter in 75 Muban („Dörfer“) unterteilen.
| Nr. | Name          | Thai     | Muban | Einw.  |
| --- | ------------- | -------- | ----- | ------ |
| 1.  | Khaopun       | ข้าวปุ้น    | 15    | 09.835 |
| 2.  | Non Sawang    | โนนสวาง  | 20    | 10.574 |
| 3.  | Kaeng Kheng   | แก่งเค็ง   | 13    | 07.692 |
| 4.  | Ka Bin        | กาบิน     | 14    | 05.360 |
| 5.  | Nong Than Nam | หนองทันน้ำ | 13    | 07.562 |

Lokalverwaltung
Es gibt eine Kommune mit „Kleinstadt“-Status (Thesaban Tambon) im Landkreis:
- Kut Khaopun (Thai: เทศบาลตำบลกุดข้าวปุ้น) besteht aus Teilen des Tambon Kut Khaopun.

Außerdem gibt es fünf „Tambon-Verwaltungsorganisationen“ (องค์การบริหารส่วนตำบล – Tambon Administrative Organizations, TAO):
- Khaopun (Thai: องค์การบริหารส่วนตำบลข้าวปุ้น)
- Non Sawang (Thai: องค์การบริหารส่วนตำบลโนนสวาง)
- Kaeng Kheng (Thai: องค์การบริหารส่วนตำบลแก่งเค็ง)
- Ka Bin (Thai: องค์การบริหารส่วนตำบลกาบิน)
- Nong Than Nam (Thai: องค์การบริหารส่วนตำบลหนองทันน้ำ)